# Play.com
Play Ltd., ou apenas Play.com é uma página de Internet de vendas online de DVD, CD, livros, jogos electrónicos, downloads, roupas, acessórios. Fundada em 1998, foi um dos primeiros a oferecer este tipo de serviço online no Reino Unido, e é considerado o segundo maior no país, de acordo com o monitorização de tráfico do Hitwise. Em Janeiro de 2008, o site conclui resultados num estudo com 7,000,000 utilizadores registados, um catálogo de mais de 8.000.000 de produtos, e emprega cerca de 500 funcionários.
A 15 de Janeiro de 2009, um inquérito publicado pela Verdict Research conclui que o site é o segundo com mais vendas online, apenas atrás da Amazon que obteve o primeiro lugar e à frente da agência de entretenimento Zavvi, que obteve o terceiro. No dia 24 de Fevereiro de 2009, foi relatado que Play.com ultrapassou o "Índice Nacional de Satisfação do Consumidor" à frente da Amazon e do iTunes.